# Metrô do Recife
Die Metrô do Recife wird von der Bahngesellschaft CBTU/Metrorec betrieben und besteht aus 28 Bahnhöfen mit einer Gesamtschienenlänge von 39,5 km. 210.000 Passagiere benutzten täglich dieses Verkehrsmittel.
Es gibt Pläne für den weiteren Ausbau der Metro nach Santa Luzia, Rodoviária (Linha Centro), Tancredo Neves, Flughafen (Aeroporto), Prazeres e Cajueiro Secound Cabo (Linha Sul).

## Geschichte

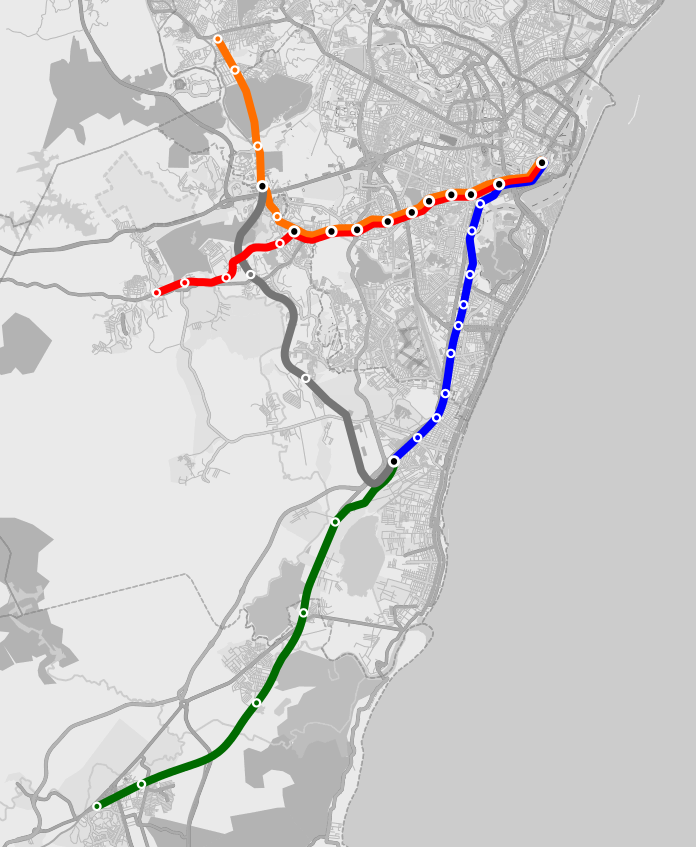
Metrolinien (2014)

Das Konsortium Metrorec wurde im September 1982 durch das brasilianische Verkehrsministerium gegründet, noch unter der Rede Ferroviária Federal (Bundesbahnnetz, RFFSA) und durch die Empresa Brasileira de Transportes Urbanos (Brasilianisches Unternehmen für Städtischen Verkehr), die es heute nicht mehr gibt. Der Bau der Metro wurde im Januar 1983 begonnen. Im Februar 1984 wurde in Rio de Janeiro die staatliche Bahngesellschaft Companhia Brasileira de Trens Urbanos (Brasilianischen Firma der Städtischen Züge, CBTU) gegründet, in die Metrorec im Januar 1985 integriert wurde.
Die Metro von Recife wurde auf der Basis von 2 Linien gegründet, die Linha Centro (Mittellinie) und die Linha Sul (Südlinie). Noch 1988 kam die Linie Trem Sul/Trem Diesel (Südzug/Dieselzug) hinzu.
Die Züge der Linha do Centro, die im Bahnhof von Recife abfahren, verbinden die Innenstadt mit den Bahnhöfen Camaragibe und Jaboatão.
Die Gesellschaft Metrorec betreibt auch verschiedene Buslinien, die mit der Metro kombiniert werden können. Diese Busse haben Anschluss ab den Bahnhöfen Recife, Joana Bezerra (Linien Centro e Sul), Afogados, Barro, Cavaleiro, Jaboatão e Camaragibe (linha Centro).

## Übersicht der Linien
| Linie          | Start/Ende             | Einweihung | Streckenlänge (km) | Bahnhöfe | Dauer der Reise (min) | Betriebszeiten            |
| -------------- | ---------------------- | ---------- | ------------------ | -------- | --------------------- | ------------------------- |
| Centro - 1     | Recife ↔ Camaragibe    | 1985       | −                  | 14*(15)  | 28                    | täglich von 5 bis 23 Uhr  |
| Centro - 2     | Recife ↔ Jaboatão      | 1987       | −                  | 14       | 24                    | täglich von 5 bis 23 Uhr  |
| Sul            | Recife ↔ Cajueiro Seco | 2005       | 14,3               | 12       | 25                    | Werktags von 6 bis 22 Uhr |
| Dieselzug (**) | Cabo ↔ Curado          | 1988       | 31,5               | 8*(9)    | 54                    | Werktags von 5 bis 20 Uhr |

## Galerie

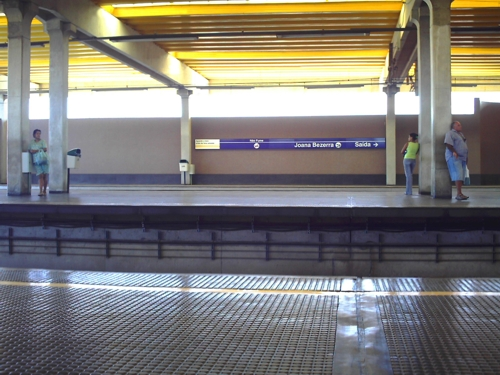
Bahnhof Joana Bezerra
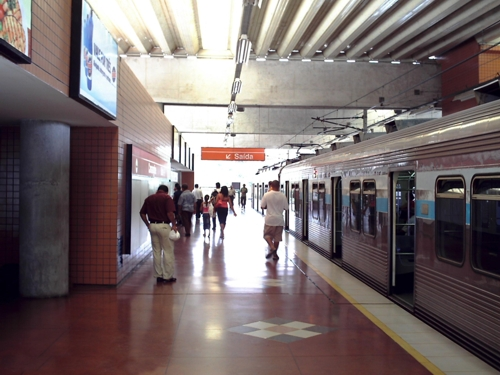
Bahnhof Camaragibe
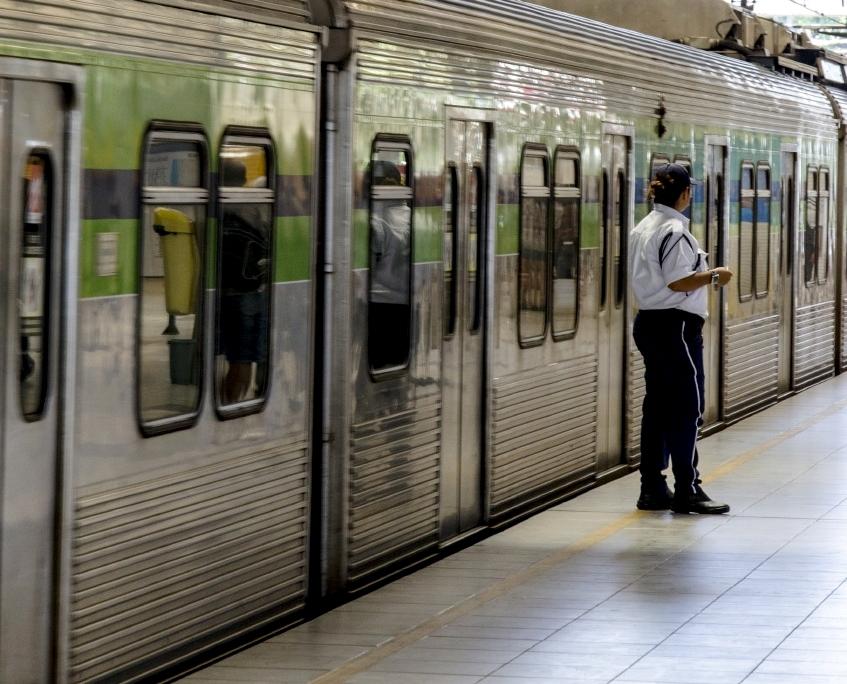
Bahnhof Camaragibe von der anderen Seite
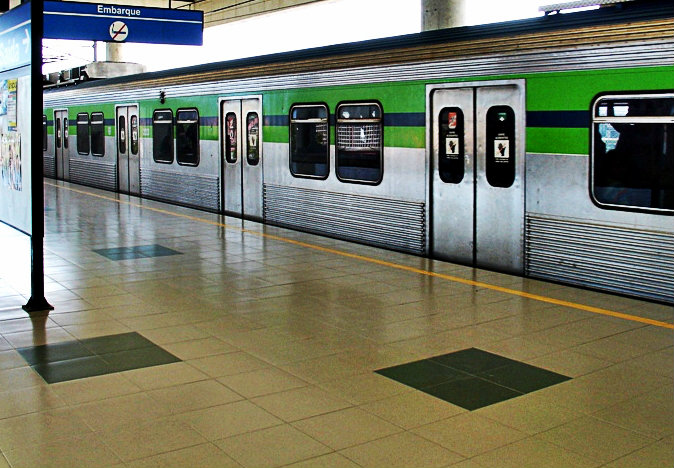
Der Bahnhof Recife befindet sich im Stadtteil São José.